# Dora Plestenjak
Dora Plestenjak, slovenska akademska slikarka, * 3. februar 1934, Škofja Loka.

## Življenjepis
Dora Plestenjak je mati glasbenika Jana in slikarja Domna Slane. Njen brat, Janez, se prav tako ukvarja s slikarstvom in ilustracijo. Rodila se v Škofji Loki, kasneje pa je živela v Strunjanu, sedaj pa večino časa preživi v Puštalu pri Škofji Loki.
Med ljubitelji umetnosti se je uveljavila s krajinarsko tematiko in skuša na svojih platnih ohraniti svet, ki vse bolj izginja ne samo iz slik njenih sodobnikov, pač pa velikokrat tudi iz naše neposredne realnosti. Slikarka ima rada stare vedute, ki v sebi hranijo minule čase in njihovo kulturo, še bolj pa lirične podobe slovenskega podeželja, kjer ima njena domača škofjeloška pokrajina prav posebno mesto. Na njenih slikah se največkrat pojavljajo liki iz narave in okolja. Predvsem hribi, drevesa, hiše, kozolci  ... 
Ena izmed prvih njenih razstav je bila Razstava absolventov ljubljanske akademije: [1949-1959]: Moderna galerija [Ljubljana], decembra 1959. Kasneje je razstavljala v vseh večjih slovenskih mestih, velikokrat tudi v Škofji Loki. Zadnje čase med drugim razstavlja skupaj s sinom Domnom in nekaterimi puštalskimi umetniki.